# یواخیم کونز
یواخیم کونز (انگلیسی: Joachim Kunz؛ زادهٔ ۹ فوریه ۱۹۵۹) وزنه‌بردار اهل آلمان بود.
وی در مسابقات کشوری و بین‌المللی در مجموع برندهٔ ۱ مدال طلا، ۱ مدال نقره شده‌است.